# 足長手長

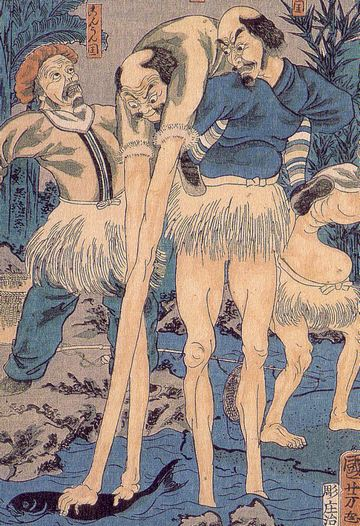
歌川国芳 『浅草奥山生人形』

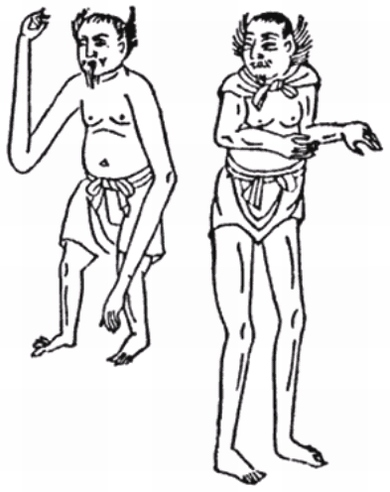
和漢三才図会の長脚（右）と長臂（左）

水木しげるロードに所在する「足長手長」の像

足長手長（あしながてなが）は、中国および日本に伝わる妖怪。1種のみの妖怪ではなく、足長人（あしながじん）と手長人（てながじん）の2種の総称である。

## 概要
足長人は「足長国」の住民、手長人は「手長国」の住民。その名の通り、それぞれ脚と手の長さが体格に比較して非常に長いとされる。海で漁をする際には、常に足長人と手長人の1人ずつの組み合わせで海へ出て、足長人が手長人を背負い、手長人が獲物を捕らえるという。
これらの存在は、中国の古代の地理書『山海経』（せんがいきょう）に記されている長股（ちょうこ）長臂（ちょうひ）という足の長い・手の長い異国人物の伝説が起原であると考えられている。
王圻が編纂した中国の類書『三才図会』（1609年）および、その記述をもとに日本で江戸時代に編纂された『和漢三才図会』では、足長は長脚（ちょうきゃく）、手長は長臂（ちょうひ）とされ、それぞれ脚の長さが3丈、腕の長さが2丈とある。また、長脚人が長臂人を背負って海で魚を捕るということも記されており、日本ではこれを画題とした絵画が御所の中に設置されている「荒海障子」（あらうみのしょうじ）にも描かれている。
『塵添壒嚢鈔』（1532年）には、中国の王宮には奇仙・異人・仙霊のあやしき人といった画題の絵画を描く風習があったというのでそれにならって我が国の皇居の荒海障子も描かれたのでは無いだろうかと記してある。また、中世ころの仏教説話では龍宮に足長と手長が存在しているという物語があったようで、そこでは龍王の眷属として登場している。

## 取扱われている作品
風来山人（平賀源内）の戯作『風流志道軒伝』（巻四）には足長と手長が登場している。挿絵にも描かれており、そこでもやはり足長人が手長人を背負っている。また、葛飾北斎、歌川国芳、河鍋暁斎といった画家が戯画などに描いているほか、都市部などで興業がおこなわれていた生人形（いきにんぎょう）の題材としても取り扱われ、製作されていた（画像参照）。
葛飾北斎『北斎漫画』
第3編（1815年）に描かれている。
河鍋暁斎「柿の曲食」
錦絵による戯画組み物『暁斎百図』（1863年 - 1866年）中の1枚「柿の曲食」に足長と手長が描かれている。

## 日本の「足長」
江戸時代に書かれた松浦静山による随筆『甲子夜話』（巻之二十六）には、平戸のある武士が月の綺麗な夜に海で夜釣りをしていたところ、九尺（約2.7メートル）もの脚を持つ者が海辺をさまよっており、ほどなく天候が急転して土砂降りに遭ったという逸話が語られている。その者の従者の語るところによれば、それは足長（あしなが）と呼ばれる妖怪で、足長が出没すると必ず天気が変わるとされている。
『甲子夜話』の原文では前半に『和漢三才図会』の文を引いて長脚と長臂について述べているが、この平戸に現われた「足長」は特に俗にいわれる中国の伝説にもとづいた「足長手長」と同一のものであるわけではなく、足の長い点から「足長」と呼ばれているもので、「手長」のようなものも付き添っていない。